# Follo
Follo is een gemeente in de Italiaanse provincie La Spezia (regio Ligurië) en telt 5875 inwoners (31-12-2004). De oppervlakte bedraagt 23,1 km², de bevolkingsdichtheid is 240 inwoners per km².

## Demografie
Follo telt ongeveer 2400 huishoudens. Het aantal inwoners steeg in de periode 1991-2001 met 10,0% volgens cijfers uit de tienjaarlijkse volkstellingen van ISTAT.
| Jaar | Inwoneraantal |
| ---- | ------------- |
| 1991 | 5071          |
| 2001 | 5579          |

## Geografie
De gemeente ligt op ongeveer 70 m boven zeeniveau.
Follo grenst aan de volgende gemeenten: Beverino, Bolano, Calice al Cornoviglio, La Spezia, Podenzana (MS), Riccò del Golfo di Spezia en Vezzano Ligure.

## Galerij

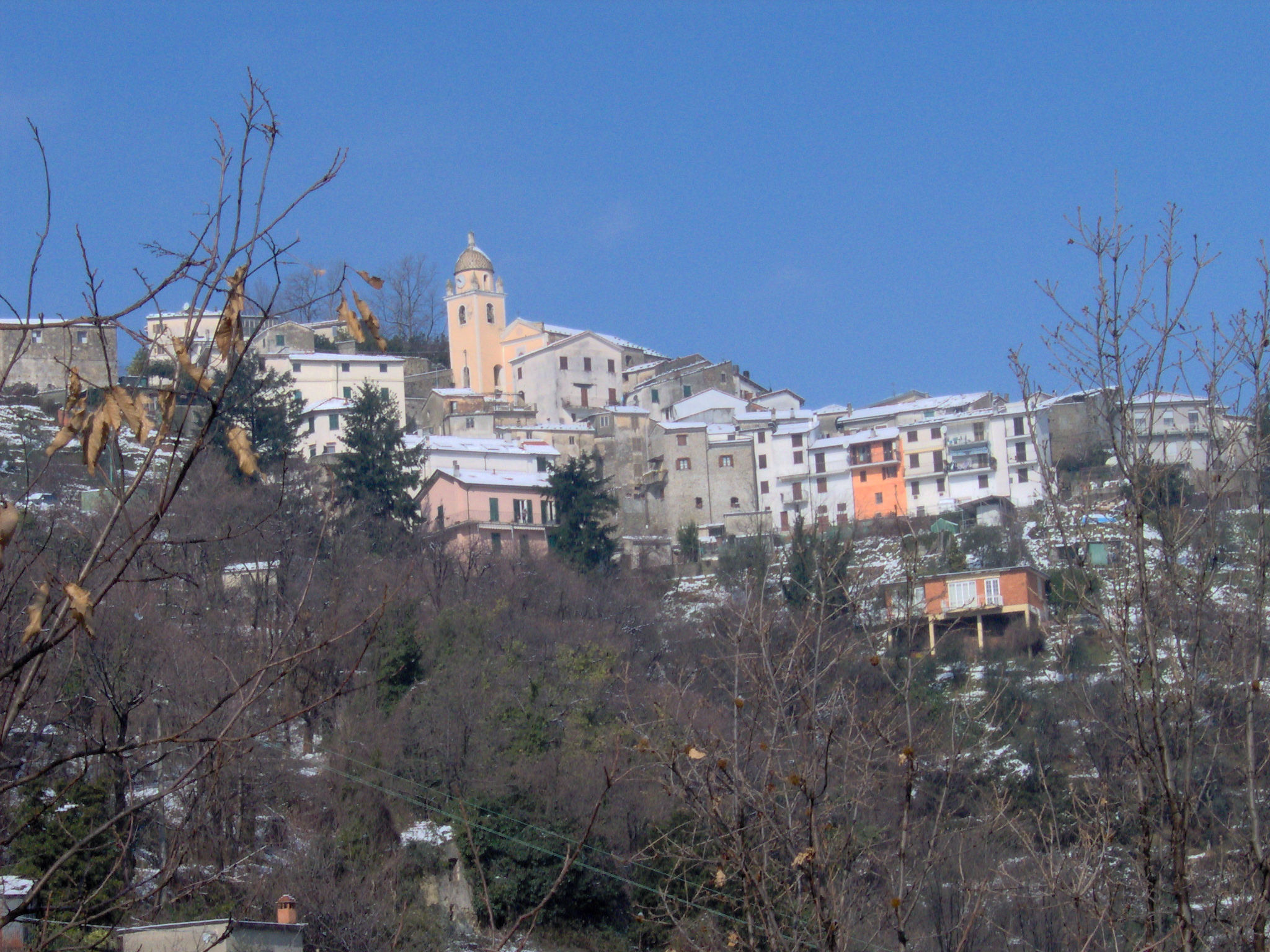
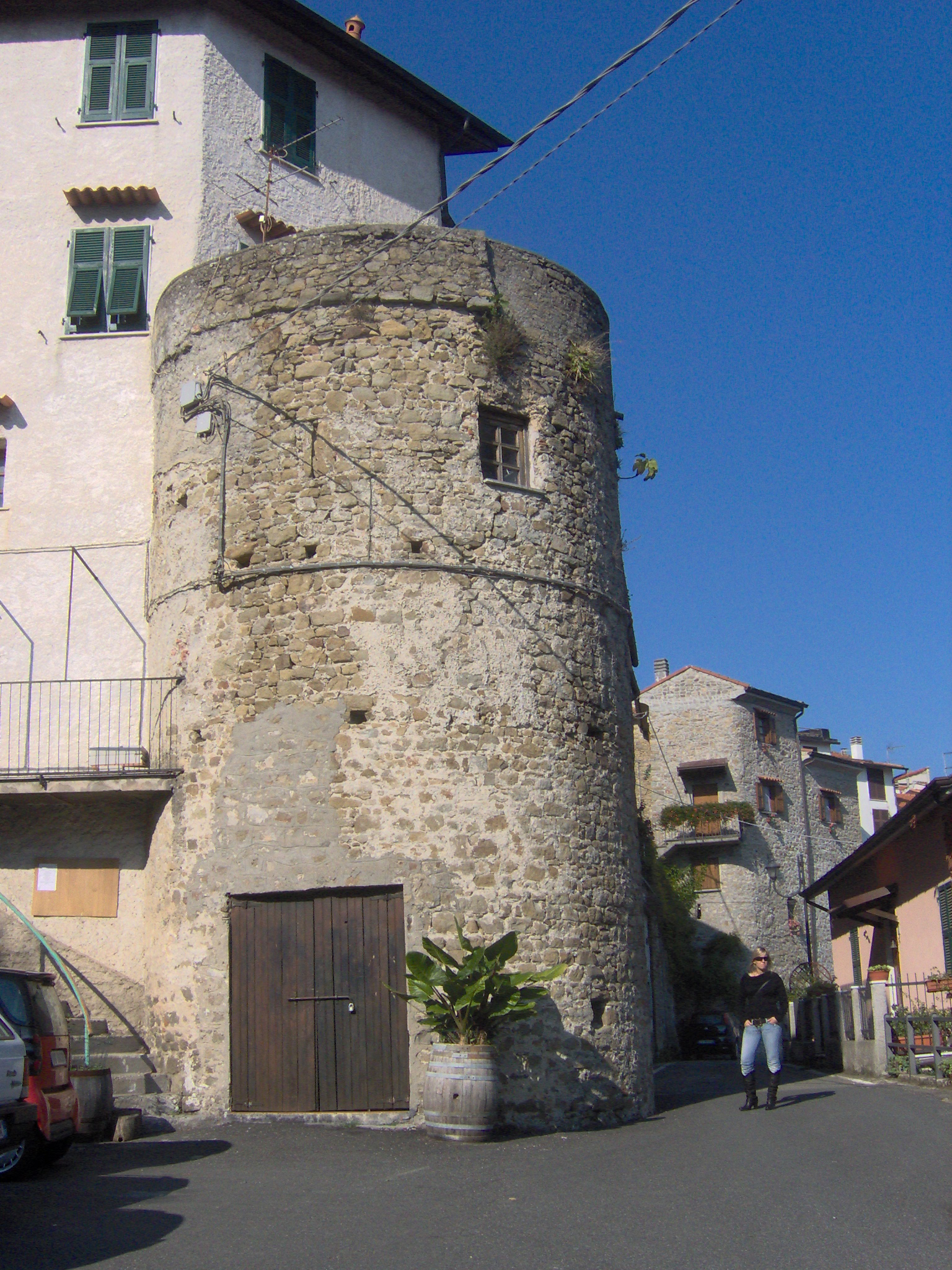
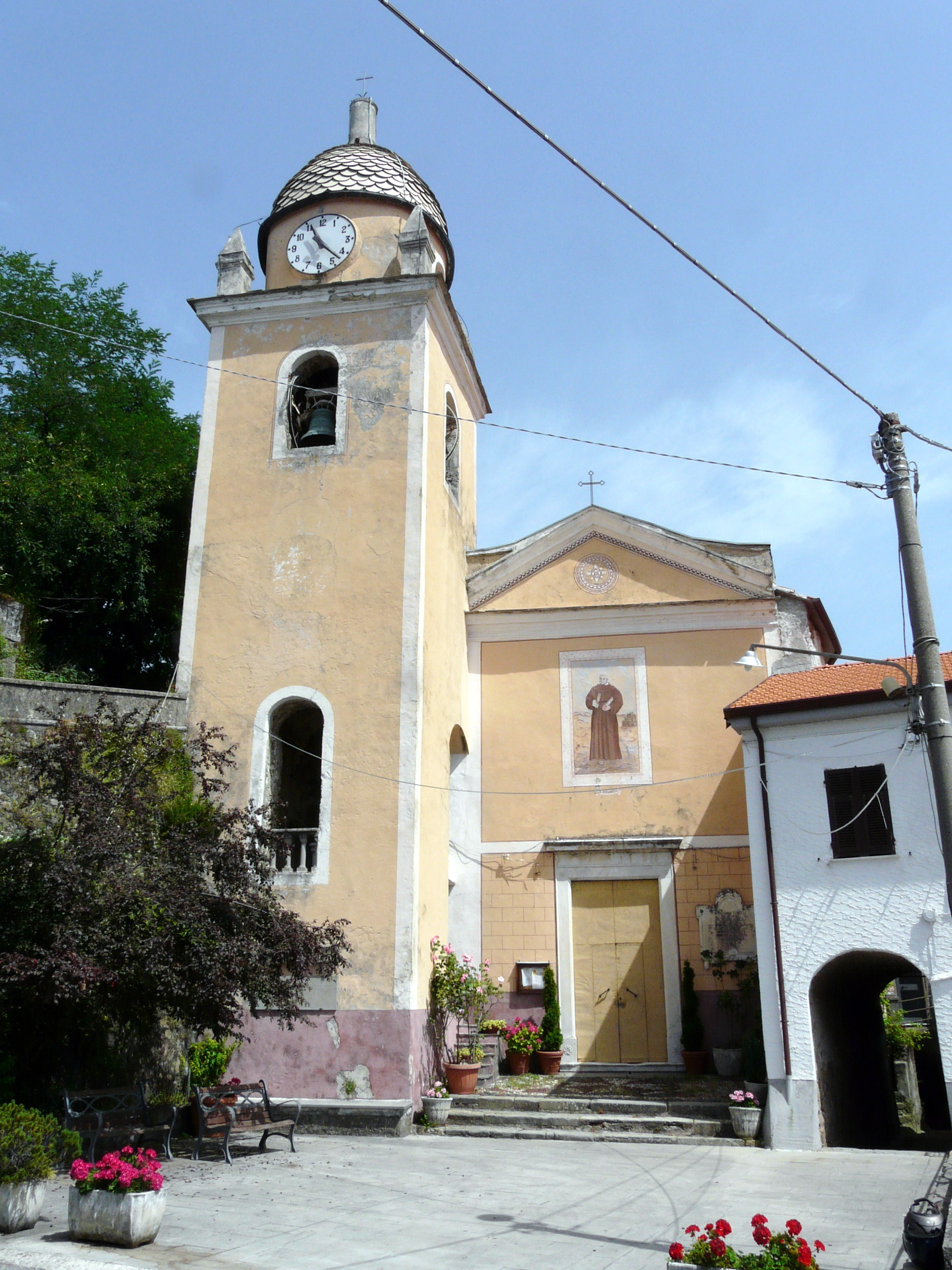
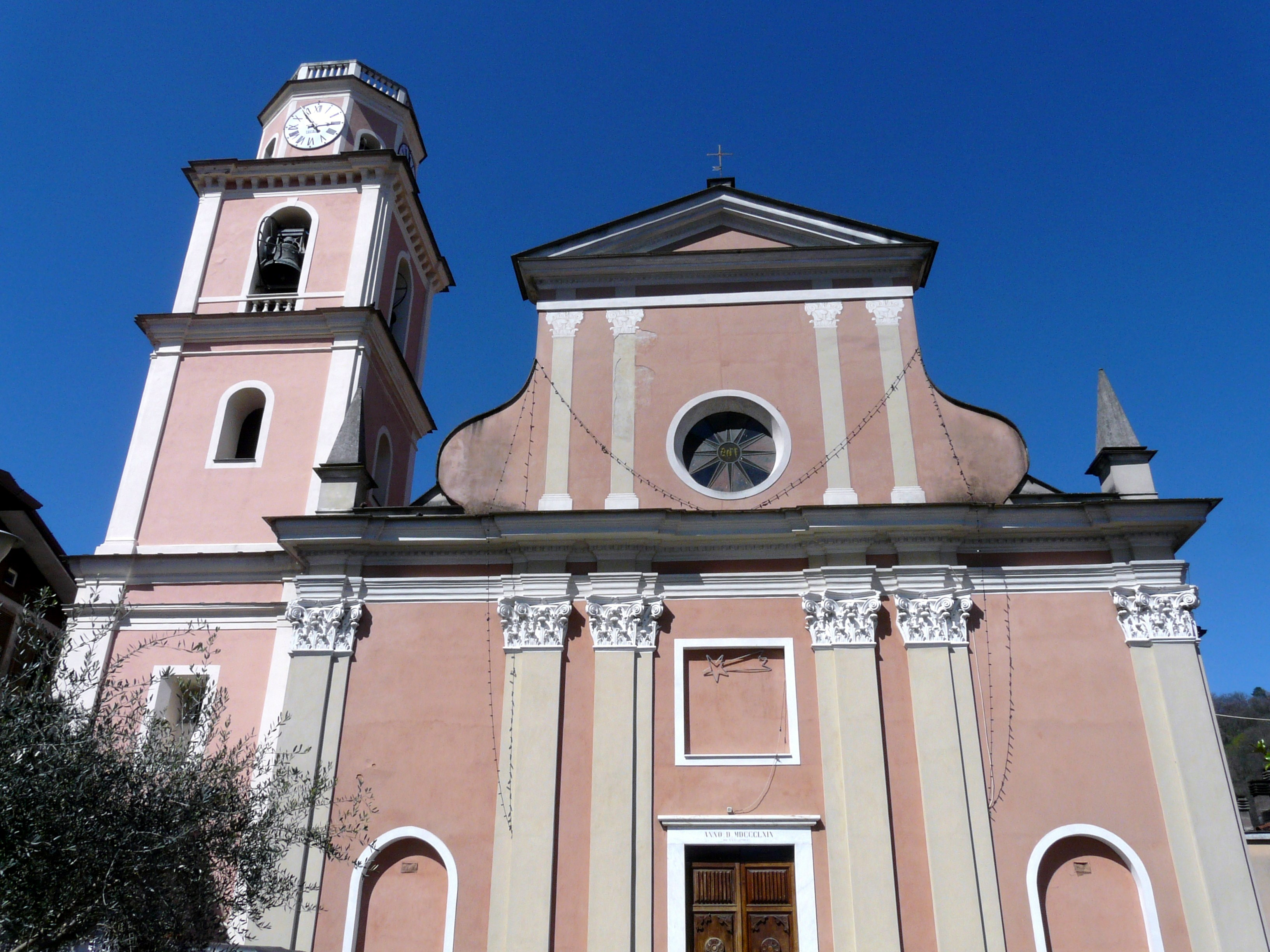
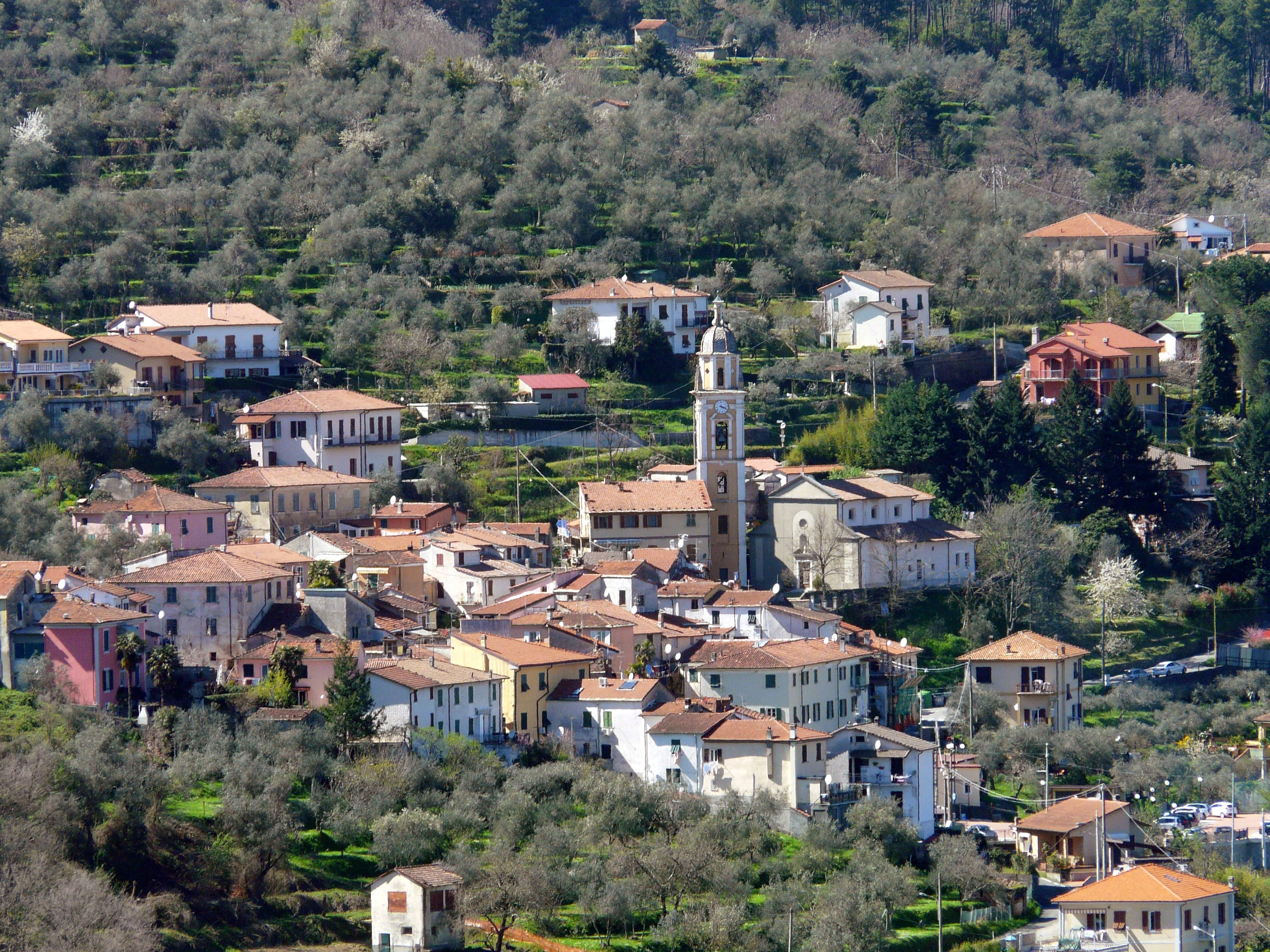
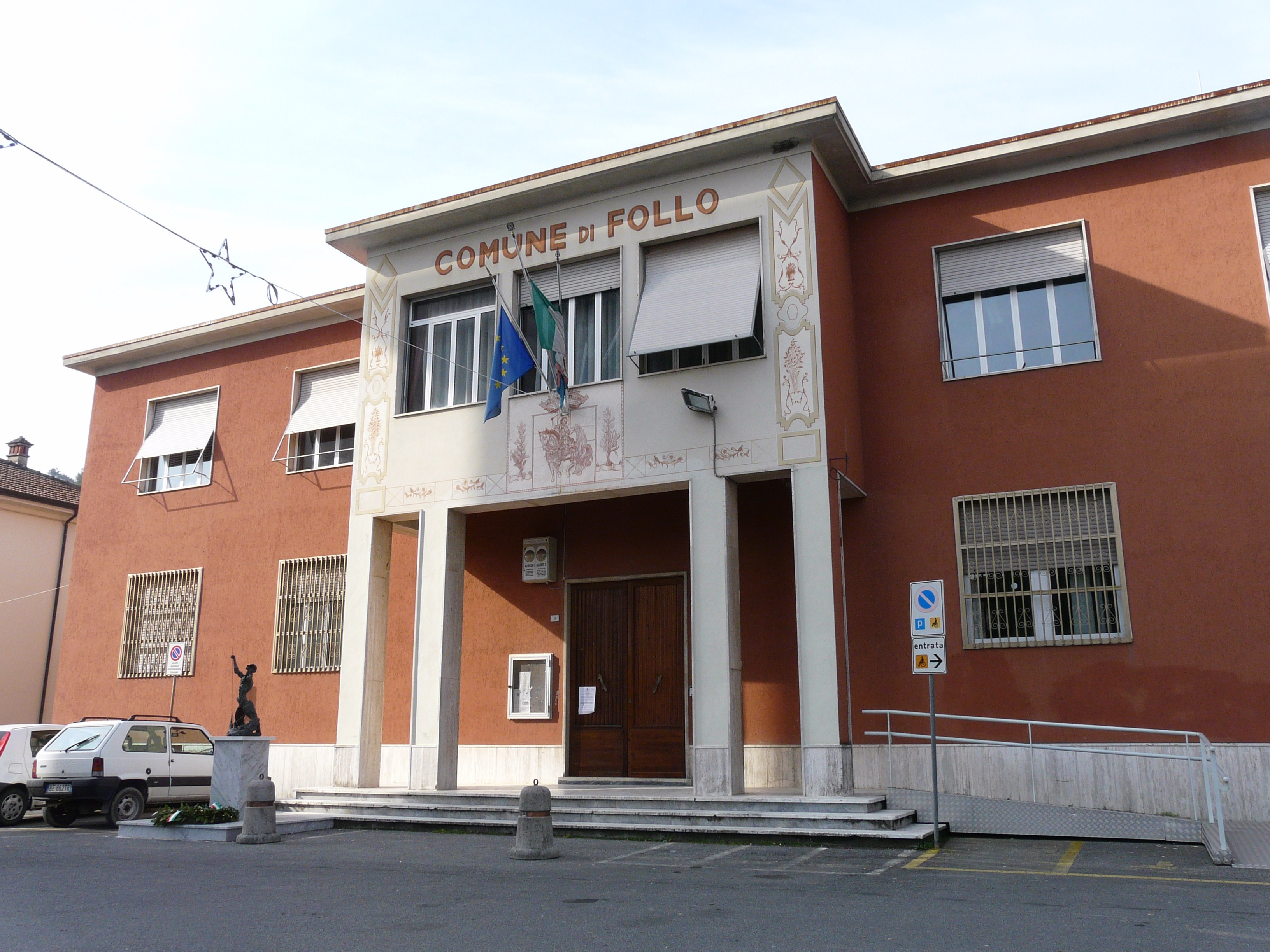
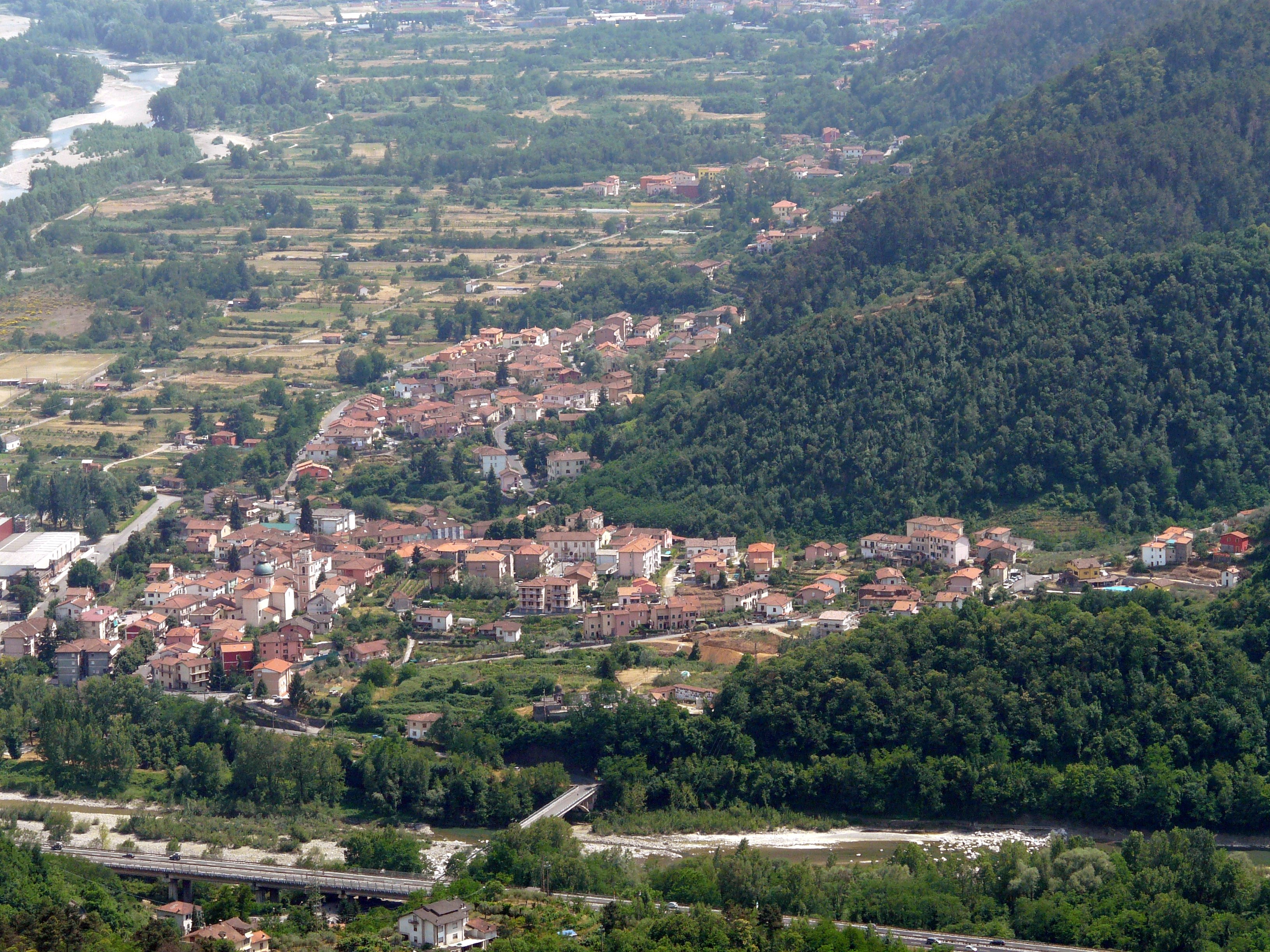
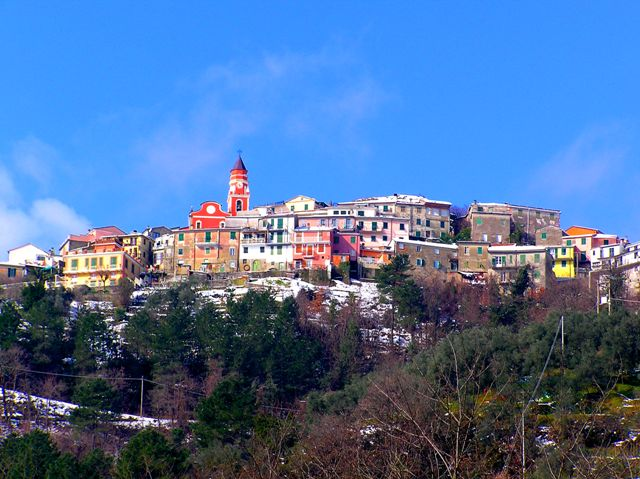